# コミックFantasy
コミックFantasy (COMIC Fantasy) はかつて偕成社より発行されていた漫画雑誌。1992年7月にNo.1を創刊。1998年11月に発行したNo.26をもって休刊。

## 概要
コミックFantasyは偕成社発行のコミック・モエの後継誌にあたる漫画雑誌である。偕成社の漫画雑誌はコミックFantasy休刊により途絶えることとなる。
経済的には成功していたが、社長交代により休刊になったという（この出典は元編集者サイドの記事であることは留意するべきであろう）。
ますむらひろしのよる連載作の『アタゴオル玉手箱』が、1997年度の日本漫画家協会賞大賞を受賞する。
2002年9月頃から、元編集長の榎本司郎より、新たに私家版（榎本司郎事務所版）のコミックFantasyが刊行される。こちらの創刊号は2002年11月末に発送された。紙媒体での提供は2012年6月10日に発送されたNo.20が最後であり、以降は電子版としてWeb公開されている。

## 発刊
1. 1992年07月、ISBN 4-03-969540-2
2. 1992年10月、ISBN 4-03-969230-6
3. 1993年03月、ISBN 4-03-969240-3
4. 1993年05月、ISBN 4-03-969250-0
5. 1993年08月、ISBN 4-03-969260-8
6. 1993年11月、ISBN 4-03-969270-5
7. 1994年02月、ISBN 4-03-969280-2
8. 1994年05月、ISBN 4-03-969290-X
9. 1994年08月、ISBN 4-03-969300-0
10. 1994年11月、ISBN 4-03-969310-8
11. 1995年02月、ISBN 4-03-969320-5
12. 1995年05月、ISBN 4-03-969330-2
13. 1995年08月、ISBN 4-03-969340-X
14. 1995年11月、ISBN 4-03-969350-7
15. 1996年02月、ISBN 4-03-969360-4
16. 1996年05月、ISBN 4-03-969370-1
17. 1996年08月、ISBN 4-03-969380-9
18. 1996年11月、ISBN 4-03-969390-6
19. 1997年02月、ISBN 4-03-969400-7
20. 1997年05月、ISBN 4-03-969410-4
21. 1997年08月、ISBN 4-03-969420-1
22. 1997年11月、ISBN 4-03-969430-9
23. 1998年02月、ISBN 4-03-969440-6
24. 1998年05月、ISBN 4-03-969450-3
25. 1998年08月、ISBN 4-03-969460-0
26. 1998年11月、ISBN 4-03-969470-8